# 1-й Массачусетский пехотный полк
1-й Массачусетский пехотный полк (англ. 1st Regiment Massachusetts Volunteer Infantry) — представлял собой один из пехотных полков армии Союза во время Гражданской войны в США. Полк был сформирован в мае 1861 года, участвовал в первом сражении при Булл-Ран и затем прошёл все сражения войны на востоке до сражения при Спотсильвейни. Был расформирован 25 мая 1864 года. Ветераны и офицеры частично перевелись в 11-й Массачусетский пехотный полк.

## Формирование
Сразу после обстрела форта Самтер и публикации призыва Линкольна о наборе добровольцев, полковник ополчения Роберт Каудин предложил губернатору Массачусетса взять на федеральную службу полк, сформированный из служащих 1-го Массачусетского полка ополчения. 8 мая был опубликован приказ Военного Департамента о наборе добровольцев на трёхлетний срок службы и вскоре полк был набран: роты A, B, G, H приняты на службу 23 мая, роты D, F, K, I приняты 24 мая, рота Е 25 мая, а рота С и полевые офицеры 27 мая. Полк стал первым полком штата, набранным на трёхлетний срок, и первым полком в федеральной армии, набранным на такой срок.
С 25 мая штаб полка размещался в Бостоне, в Фанейл-Холле, но ввиду нехватки места полк 1 июня перевели в Кембридж, где был основан лагерь, названный Кэмп-Элсворт, в честь полковника Эллсворта, погибшего в Александрии 24 мая. К 13 июня строительство лагеря было завершено, но было найдено новое, более удобное место, где был основан лагерь Кэмп-Кэмерон. И уже 15 июня полку было приказано отправиться в Вашингтон.

## Манасасская кампания
15 июня полк прибыл в Бостон, погрузился на поезда и 16 июня прибыл в Гротон (Коннектикут), где погрузился на пароход. При выгрузке из поезда из-за несчастного случая погиб рядовой роты D. На пароходе полк прибыл в Джерси-Сити, где снова погрузился в поезд и прибыл через Филадельфию в Вашингтон. По дороге полку пришлось пройти через Балтимор, где уже ранее было совершено нападение на 6-й Массачусетский полк. Проход 1-го прошёл без инцидентов. 17 июня полк прибыл в Вашингтон и был включён в бригаду Исраэля Ричардсона, в составе дивизии Тайлера. 19 июня полк отправился из Вашингтона в лагерь Кэмп-Бэнкс у Джорджтауна, и во время этого марша ему устроил смотр президент Линкольн.
16 июля началась Манасасская кампания — наступление армии Макдауэлла на Манассас. В 15:00 полк перешёл Потомак и в составе бригады Ричардсона вступил в Вирджинию. 17 июля полк прошёл Фэирфакс и к 18:00 прибыл в Сентерввилл.